# Pagoda Liuhe
La Pagoda Liuhe (chino: 六和塔; pinyin: Liùhé Tǎ), literalmente Pagoda de las Seis Armonías o Torre de las Seis Armonías, es una pagoda china de varios pisos de altura al sur de Hangzhou, provincia de Zhejiang, China. Se encuentra a los pies de la Colina Yuelun y enfrente del río Qiantang. Fue construida originalmente en el año 970 d. C. durante la Dinastía Song del Norte (960 - 1127), destruida en 1121 y reconstruida por completo hacia 1165, durante la Dinastía Song del Sur (1127 - 1279).

## Historia y trasfondo
La pagoda fue construida originalmente por el gobernante del estado de Wuyue, del que parte se convertiría más tarde en la provincia de Zhejiang. El nombre "Liuhe" proviene de las seis ordenanzas budistas y se dice que la razón tras la construcción de la pagoda fue calmar las olas de marea del río Qiantang y favorecer la navegación fluvial. A pesar de ello la pagoda fue completamente destruida durante los combates por la rebelión de Fang La en 1121.

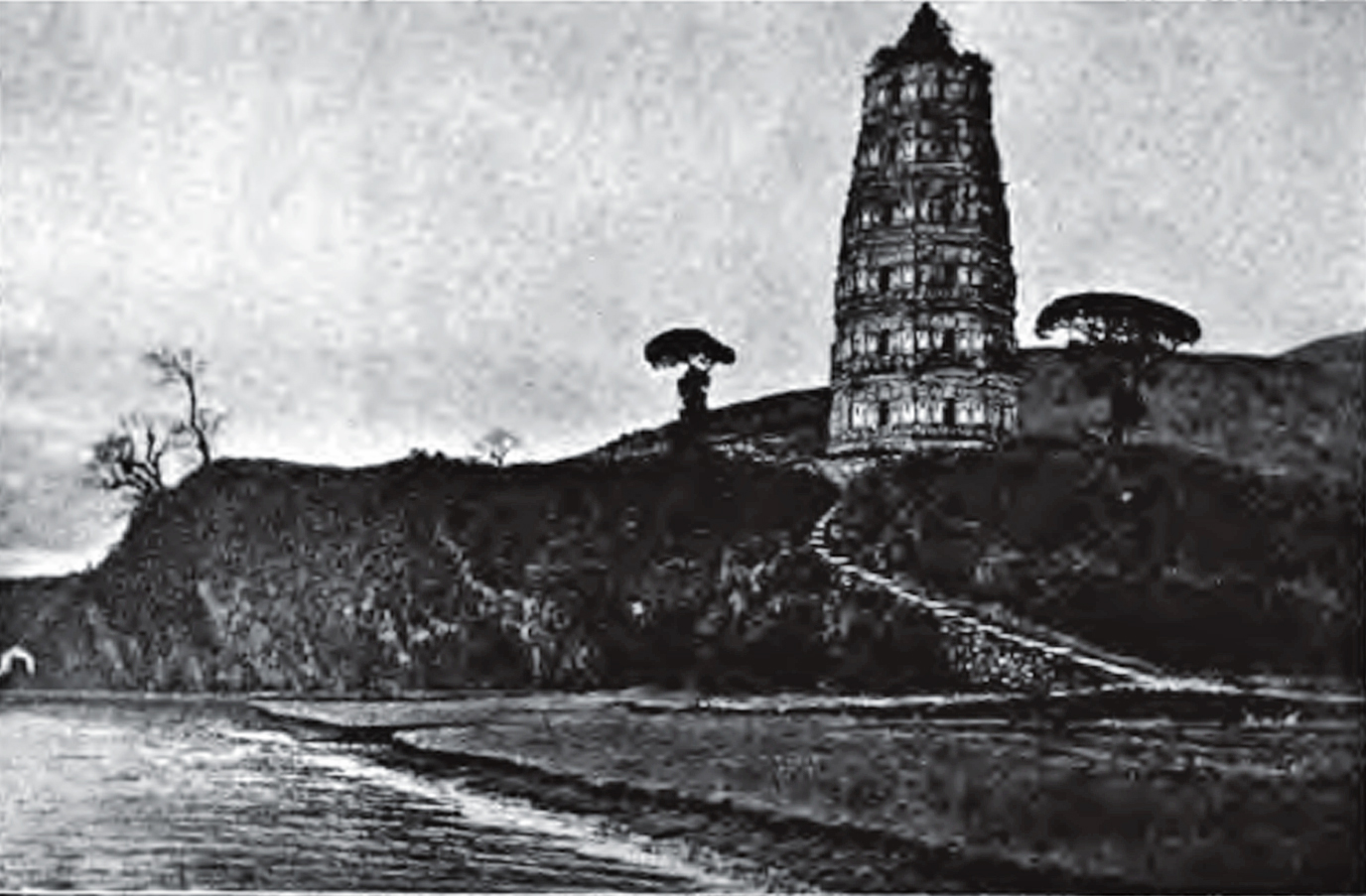
La pagoda estaba en mal estado antes de 1900.

Después de que la pagoda actual fuera construida de madera y ladrillo durante la dinastía Song del Sur, se añadieron nuevos aleros durante las dinastías Ming (1368 - 1644) y Qing (1644 - 1911). La pagoda tiene forma octogonal y casi 60 metros de alto, además de que desde fuera aparenta tener 13 pisos a pesar de que solo consta de siete pisos interiores. Hay una escalera espiral que lleva al piso superior y en cada uno de los siete techos se pueden observar figuras pintadas o talladas que representan animales, flores, aves y personajes. Cada piso de la pagoda está formada por cuatro elementos: los muros exteriores, un corredor en zigzag, los muros interiores y una pequeña habitación. Vista desde fuera, la pagoda parece tener una capa brillante en su superficie superior y una oscura en la inferior. Se consigue así una alternancia armoniosa de luces y sombras.
Según el historiador Joseph Needham, la pagoda habría servido también como faro para el río Qiantang. Dado su considerable tamaño y altura parece probado que sirvió como faro permanente casi desde el principio para ayudar a los marineros que buscaban echar el ancla para pasar la noche (como se describe en el Hangzhou Fu Zhi).
Se ha inaugurado recientemente un pequeño "Parque Pagoda". Sus exhibiciones incluyen modelos de antiguas pagodas chinas e ilustra la gran diversidad en los diseños así como la historia, cultura y símbolos asociados con la pagoda. El 24 de junio de 2011, este y otros elementos que conforman el paisaje cultural del Lago del Oeste en Hangzhou fueron declarados Patrimonio de la Humanidad por la Unesco.